# 551091 Florferenc
551091 Florferenc este o planetă minoră (asteroid) din centura de asteroizi. A fost descoperită pe 22 octombrie 2012 la Piszkéstetői Obszervatórium⁠(d) de  și a fost numită după Ferenc Flór⁠(d). 
Obiectul prezintă o orbită caracterizată de o semiaxă mare de 3,0086019497813 UAi, o excentricitate de 0,22262885326229, o înclinație de 11,745375450293 ° în raport cu ecliptica.